# Aguas Calientes (Guerrero)
Aguas Calientes es una localidad del estado mexicano de Guerrero. Es parte del municipio de Acapulco de Juárez.

## Demografía
| Gráfica de evolución demográfica |
|                                  |

| Censo | Población |
| ----- | --------- |
| 1900  | 58        |
| 1910  | 85        |
| 1921  | 26        |
| 1930  | 100       |
| 1940  | 146       |
| 1950  | 108       |
| 1960  | 166       |
| 1970  | 560       |
| 1980  | 885       |
| 1990  | 1 079     |
| 2000  | 1 437     |
| 2010  | 1 660     |
| 2020  | 2 099     |